# .pf
.pf е интернет домейн от първо ниво за Френска Полинезия. Представен е през 1996. Администрира от Министерството на пощите и телекомуникациите на Франция.